# Isaac Kontostéphanos
Isaac Kontostéphanos ou Isaac Contostéphane (en grec : Ἰσαάκ Κοντοστέφανος) est un amiral byzantin sous Alexis Ier Comnène, connu pour son incompétence lors des guerres contre les Normands. Il appartient à la famille des Kontostéphanos, dont la branche issue d'Isaac est particulièrement influente au XIIe siècle.

## Biographie
Isaac apparaît pour la première fois dans les sources en 1080 lors de la campagne impériale contre le rebelle Nicéphore Mélissènos. Lors de cette expédition, il chute de cheval et manque de peu de se faire capturer par les Turcs alliés de Mélissènos. Il est sauvé par Georges Paléologue. Il est ensuite attesté dans les sources byzantines avec le titre de protonobelissime au concile des Blachernes en 1094.
En 1105, Kontostéphanos devient amiral (duc) de la marine byzantine. En prévision de l'invasion normande de Bohémond de Tarente, il est nommé mégaduc, succédant en cela à Landulf, et est envoyé à Dyrrhachium pour intercepter les Normands. Cependant, Isaac choisit de sa propre initiative d'attaquer la ville d'Otrante en Italie, défendue par Emma de Hauteville. Bien que ses forces auraient pu prendre la ville par la force, Isaac s'autorise à mener des négociations avec Emma qui les fait traîner en longueur jusqu'à l'arrivée de renforts normands. Isaac est vaincu par ceux-ci et il doit se replier vers les côtes albanaises. Il se réfugie dans la base d'Aulon et patrouille dans le canal d'Otrante. Apprenant que Bohémond s'apprête à traverser le détroit, la plupart de son armée panique et fuit vers Himara tandis qu'Isaac Kontostéphanos ne parvient pas à rétablir l'ordre,.
Après que Bohémond a débarqué avec succès, l'empereur charge Kontostéphanos d'intercepter les convois de ravitaillement normands, mais il échoue là aussi. Après avoir reçu des lettres de Landulf pointant l'incompétence d'Isaac, Alexis décide de le démettre à l'été 1108 et le remplace par Marianos Maurokatakalon.